# Секст Тедий Валерий Катул
Секст Тедий Валерий Катул (на латински: Sextus Tedius Valerius Catullus) e сенатор и политик на ранната Римска империя.
От 8 май до 30 юни 31 г. Катул e суфектконсул заедно с Фауст Корнелий Сула.